# CIX (nhóm nhạc)
CIX (tiếng Hàn Quốc: 씨아이엑스, viết tắt của Complete In X) là một nhóm nhạc nam Hàn Quốc được thành lập bởi công ty C9 Entertainment vào năm 2019. Nhóm có 5 thành viên, bao gồm: Lee Byoung-gon (BX), Kim Seung-hun, Kim Yong-hee, Bae Jin-young và Yoon Hyun-suk. Nhóm chính thức ra mắt vào ngày 23 tháng 7 năm 2019 với mini-album đầu tay "Hello Chapter 1: Hello, Stranger"
Khẩu hiệu của CIX: "2, 3! In X. Hello, we're CIX".

## Ý nghĩa tên gọi, tên fandom
Tên nhóm bao hàm ý nghĩa "Complete in X": sự hoàn thiện của ẩn số khi 5 thành viên tụ họp cùng nhau. Đồng thời, IX trong số La Mã cũng là số 9 (CIX = C9/tên công ty quản lý).
Ngày 29 tháng 10 năm 2019, fandom của nhóm được ra đời vào dịp kỉ niệm 100 ngày debut của CIX. Tên fandom là "FIX". "F" viết tắt của từ "Faith", nghĩa của cái tên này là "Faith In Complete In X", miêu tả một niềm tin trọn vẹn, FIX chính là niềm tin của CIX, niềm tin để CIX có thể hoàn thiện ẩn số của bản thân 5 thành viên hơn nữa..
Màu đại diện của nhóm:      Pantone P 108 - 16c

## Lịch sử

### Trước khi ra mắt
Vào tháng 4 năm 2017, Bae Jin-young đã tham gia chương trình truyền hình thực tế sống còn Produce 101 mùa 2 của Mnet đại diện cho C9 Entertainment, được ra mắt cùng nhóm chiến thắng có tên Wanna One, thời gian hoạt động trong vòng 1 năm 6 tháng với thứ hạng chung cuộc vị trí thứ 10.
BX và Seunghun là cựu thực tập sinh của YG Enterainment. Tháng 10 năm 2017, BX tham gia show sống còn "Mixnine" do YG tổ chức được chiếu trên kênh JTBC và giành được vị trí thứ 9 trong top debut. Tuy nhiên, sau đó YG đã quyết định không cho ra mắt nhóm nhạc. Vào tháng 11 năm 2017, SeungHun cũng xuất hiện trên chương trình sống còn Stray Kids của Mnet và JYP Entertainment trong tập 7 để thách đấu với thực tập sinh của JYP. Năm 2018, BX và SeungHun đã tham gia chương trình sống còn YG Treasure Box cho nhóm nhạc tiếp theo của YG. Trong "YG Treasure Box", Seunghun đã bị loại trong tập 9 nhưng đã được đưa trở lại trong trận chung kết, nhưng không may cậu đã không thể nằm trong đội hình cuối cùng. BX cũng đã bị loại trong đêm chung kết. Vào tháng 1 năm 2019, cả 2 người đã rời YG.
Sau khi Wanna One tan rã, Jinyoung đã ra mắt solo album đầu tay tên "Hard to say goodbye" vào ngày 26 tháng 4 năm 2019. Sau đó, Jinyoung cũng bắt đầu Asia Tour Fanmeeting đầu tiên của mình mang tên I'm Young. 

### 2019 - nay: Thành lập

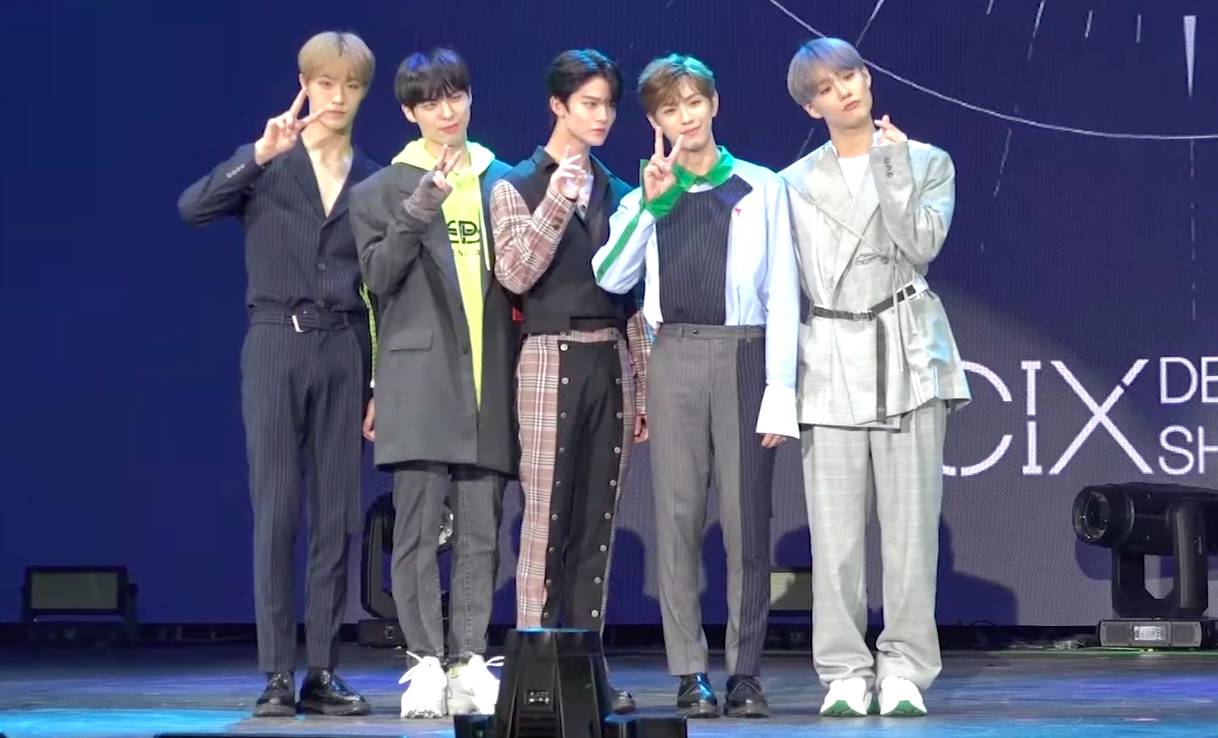
CIX tại Showcase Debut của nhóm vào ngày 24 tháng 7 năm 2019

Trước khi ra mắt, nhóm đã phát sóng chương trình thực tế Hello CIX vào ngày 4 tháng 6 năm 2019 thông qua V Live. Chương trình bao gồm 10 tập giới thiệu những nét quyến rũ khác nhau của nhóm và con đường ra mắt.
Ngày 23 tháng 7 năm 2019, CIX chính thức ra mắt với mini album đầu tay mang tên Hello Chapter 1: Hello, Stranger cùng bài hát chủ đề Movie Star.  Hanteo thống kê lượng album bán ra trong ngày đầu của CIX đạt 17,394 bản và 37,898 bản trong tuần đầu. CIX thắng #1 đầu tiên trên The Show sau 7 ngày debut với "Movie Star". Bài What You Wanted trong album đã xếp vị thứ 11 trong top 20 bài hát B-side hay nhất 2019. Đối với một nhóm nhạc tân binh, một đĩa đơn đầu tiên rất quan trọng - đặc biệt, trong một năm cạnh tranh như năm 2019. CIX đã ra mắt vào đầu tháng 8 với bài hát "Movie Star". Một ca khúc pop với vũ đạo killing point. Giai điệu sành điệu và được sản xuất và đầu tư tỉ mỉ nhưng nó vẫn thiếu một chút quyến rũ, sức hút và năng lượng mà bài hát B-side "What You Wanted" lại có các yếu tố đó. Ca khúc này rất tự tin và gợi nhắc đến thời vĩ đại của nhóm nhạc nam thập niên 90, và nó cuốn hút người nghe ngay lập tức với phần giai điệu mạnh mẽ, hoà âm mượt mà và sự chuyển tiếp các parts liền mạnh giữa hát và rap. "Movie Star" đã để lại một ấn tượng ban đầu tốt đẹp nhưng "What You Wanted" lại tạo nên một ấn tượng lâu dài.
Ngày 24 tháng 7 năm 2019, nhóm đã tổ chức debut showcase tại SK Olympic Handball Gymnasium, Hàn Quốc 
Ngày 27 tháng 8 năm 2019, C9 Entertainment thông báo rằng CIX đã ký hợp đồng với Warner Music Japan để ra mắt tại Nhật Bản.
Ngày 23 tháng 10 năm 2019, họ đã ra mắt tại Nhật Bản với phiên bản tiếng Nhật của mini-albumHello Chapter 1: Hello, Stranger  bao gồm cả bài hát chủ đề "My New World".
Ngày 10 và 17 tháng 11 năm 2019, CIX tổ chức debut showcase tại Nhật Bản mang tên "Complete In X" tại Line Cube Shibuya và Zepp Namba.
Ngày 19 tháng 11 năm 2019, CIX phát hành mini-album thức 2 tên "Hello Chapter 2: Hello, Strange Place" với bài hát chủ đề "Numb". Trong album lần này, CIX đã đề cập đến vấn đề T – TRẦM CẢM. "Chúng ta không bao giờ cô đơn". Đây chính là dòng chữ mở đầu mỗi phần video trong album thứ 2 của CIX "Hello, Strange Place", mặc dù các phần trong Story Film đều mang màu sắc u ám nhưng ẩn chứa trong mỗi phần đều có những con số thiên thần mang năng lượng tích cực. Đây có lẽ chính là thông điệp mà album này muốn truyền tải tới khán giả: ánh sáng luôn phía cuối đường hầm. Hãy chiến đấu đến cùng vì chúng ta không cô đơn. Album xếp thứ 1 trên BXH real time của Synnara trong suốt 10 giờ liền.
Ngày 22 tháng 1 năm 2020, C9 Entertaiment công bố lightstick chính thức của CIX . Ngày 19 tháng 6 năm 2020, CIX công bố tên lightstick chính thức có tên là: 포에봉 (𝗙𝗢𝗥𝗘𝗕𝗢𝗡𝗚) = Forever-bong.  Ý nghĩa của cái tên là khi FIX giữ chiếc lightstick này thì các bạn sẽ mãi mãi ở cạnh CIX.
Ngày 22 - 23 tháng 2 năm 2020, CIX tổ chức tour fanmeeting đầu tiên tại Seoul, Hàn Quốc, sau đó là các thành phố ở Hoa Kỳ như New York (6/3),Denver (8/3),Chicago (11/3), Houston (13/3), 15/3 Los Angeles, tiếp theo là Băng Cốc (21/3), Đài Bắc (29/3), Nhật Bản (18-19/4) (đã bị hủy vì bùng phát dịch Covid-19).
Ngày 1 tháng 4 năm 2020, CIX sẽ phát hành đĩa đơn đầu tiên "Revival" tại Nhật. Dù không quảng bá nhưng nhóm đã có những thành tích khá tốt. "Revival" xếp vị trí 61 tại Bilboard Japan Hot 100, #11 trong Japan Viral 50 trên Spotify,8,369 bản album bán ra (tính từ 30/3 - 5/4) đã đưa "Revival" của CIX đứng thứ #8 trong BXH đơn hàng tuần của Oricon. 
Ngày 30 tháng 6 năm 2020, theo kế hoạch CIX sẽ comeback với mini album thứ 3 tênHELLO Chapter 3: Hello, Strange Time với bài hát chủ đề "Jungle" nhưng lịch comeback bị hoãn lại vô thời hạn do Jinyoung bị chấn thương.
Ngày 27 tháng 10, nhóm xác nhận comeback sau thời gian tạm hoãn . "Jungle" gợi lên hình ảnh một khu rừng rối rắm. Ở một cấp độ khác, 'rừng rậm' có nghĩa là một nơi mà mọi người rất khó tin tưởng lẫn nhau vì sự cạnh tranh gay gắt. Tuyệt vọng vì không thể thoát khỏi bẫy của một con quái vật xinh đẹp đầy gai góc và tất yếu bị nó chi phối, CIX đem đến màn trình diễn độc đáo với vũ đạo biên bởi Just Jerk và Choi Young Jun. Tiết tấu dồn dập của đàn organ, tiết hét và hơi thở thô bạo vẽ nên một thế giới bên kia đầy uy lực. "Jungle" sản xuất bởi Jason Morgan, Mitchel Rose, Kaelyn Behr, MZMC và Jay Kim; lời danke (lalala studio) .  Mini album thứ 3 HELLO Chapter 3: Hello, Strange Time, sau ngày đầu tiên mở bán ghi nhận doanh số bán ra là 23,653 bản và 40,962 bản trong tuần đầu tiên trên Hanteo, đứng thứ #7 trong Top10 Worldwide iTunes Album Chart.
Ngày 21 tháng 11 năm 2020, CIX chính là nghệ sĩ tiếp theo gia nhập nền tảng Universe. Tại đây thì người hâm mộ sẽ giao lưu kết nối với nghệ sĩ, được trải nghiệm công nghệ mới giọng nói AI.
Ngày 12 - 13 tháng 12 năm 2020, CIX tổ chức 1st online concert <REBEL> tại Hội trường Đại học Kyung Hee.
Ngày 2 tháng 2 năm 2021, CIX phát hành 4th mini-album "Chapter Ø: Hello, Strange Dream" với bài hát chủ đề "Cinema" . Về "Cinema", đây là sản phẩm thuộc phần tiền truyện của 3 phần đã diễn ra trong series "HELLO", cốt truyện sẽ xoay quanh quãng thời gian tươi đẹp, hồn nhiên trước khi loạt biến cố bắt đầu ập đến. Với sản phẩm mới, công chúng có thể dễ dàng nhìn thấy dự khác biệt trong concept lẫn âm nhạc của CIX trong đợt comeback này, vô cùng tươi trẻ, khác biệt hẳn với những hình tượng dữ dội, ma mị trước đây. Sau ngày đầu tiên mở bán ghi nhận doanh số bán ra là 7,387 bản và 32,819 bản trong tuần đầu tiên trên Hanteo 
Ngày 14 tháng 4 năm 2021, CIX sẽ phát hành đĩa đơn thứ 2 mang tên "All For You" tại Nhật Bản
Ngày 1 tháng 7 năm 2021, CIX sẽ là nghệ sĩ tiếp theo phát hành đĩa đơn mang tên Tesseract (Prod. Hui, Minit) dưới nền tảng Universe. Project này sẽ gồm 1 MV và 2 MV Making Behind
Ngày 17 tháng 8, CIX phát hành full album đầu tiên "OK Prologue: Be OK" với bài hát chủ đề "Wave"
Ngày 30 tháng 3 năm 2022, CIX phát hành studio album với bài hát "Pinky Swear" tại Nhật Bản.
1 tháng sau đó, CIX tổ chức concert 'CIX 1st Seoul Concert' trong sự nghiệp từ ngày 15 đến ngày 17 tháng 4.
Sau hơn 1 năm vắng bóng, ngày 22 tháng 8 năm 2022, CIX trở lại đường đua âm nhạc với 5th mini-album "OK": OK Not

## Thành viên
| Nghệ danh | Nghệ danh | Tên khai sinh  | Tên khai sinh | Tên khai sinh    | Tên khai sinh | Tên khai sinh   | Chiều cao | Ngày sinh        | Nơi sinh                        | Vị trí                    |
| Latinh    | Hangul    | Latinh         | Hangul        | Kana             | Hanja         | Hán Việt        | Chiều cao | Ngày sinh        | Nơi sinh                        | Vị trí                    |
| BX        | 비엑스    | Lee Byoung-gon | 이병곤        | イ・ビョンゴン   | 李柄鹍        | Lý Bình Côn     | 180 cm    | 5 tháng 3, 1998  | Gyeonggi-do, Hàn Quốc           | Leader, Main rapper       |
| Seunghun  | 승훈      | Kim Seung-hun  | 김승훈        | キム・スンフン   | 金昇勳        | Kim Thành Huân  | 181 cm    | 26 tháng 2, 1999 | Cheongju, Chungcheong, Hàn Quốc | Main vocal                |
| Yonghee   | 용희      | Kim Yong-hee   | 김용희        | キム・ヨンヒ     | 金龍熙        | Kim Long Hy     | 177 cm    | 17 tháng 2, 2000 | Seoul, Hàn Quốc                 | Vocal                     |
| Jinyoung  | 진영      | Bae Jin-young  | 배진영        | ぺ・ジニョン     | 裴珍映        | Bùi Trân Ánh    | 178 cm    | 10 tháng 5, 2000 | Suncheon, Jeolla Nam, Hàn Quốc  | Center, Vocal, Dance      |
| Hyunsuk   | 현석      | Yoon Hyun-suk  | 윤현석        | ユン・ヒョンソク | 炫晳          | Doãn Huyền Tích | 188 cm    | 8 tháng 9, 2001  | Paju, Gyeonggi, Hàn Quốc        | Maknae, Dance, Vocal, Rap |

## Danh sách đĩa nhạc

### Mini-album
| Tên                                                                                         | Chi tiết | Danh sách bài hát                                                                                                   | Thứ hạng cao nhất | Thứ hạng cao nhất | Doanh số                   |
| Tên                                                                                         | Chi tiết | Danh sách bài hát                                                                                                   | KOR               | JPN               | Doanh số                   |
| Hàn Quốc                                                                                    | | |                   |                   |                            |
| Hello Chapter 1: Hello, Stranger                                                            | - Phát hành: Ngày 23 tháng 7 năm 2019 - Hãng đĩa: C9 Entertainment, Warner Music Group - Định dạng: CD, Tải nhạc số  | Danh sách 1. What You Wanted 2. Movie Star 3. Like It That Way 4. Imagine 5. The One                                | 2                 | 25                | - KOR: 73,790 - JPN: 9,296 |
| Hello Chapter 2: Hello, Strange Place                                                       | - Phát hành: Ngày 19 tháng 11 năm 2019 - Hãng đĩa: C9 Entertainment, Warner Music Group - Định dạng: CD, Tải nhạc số | Danh sách 1. Black Out 2. Numb (순수의 시대) 3. Rewind 4. Bystander (방관자) 5. Maybe I                             | 4                 | __                | - KOR: 76,037              |
| HELLO Chapter 3: Hello, Strange Time                                                        | - Phát hành: Ngày 27 tháng 10 năm 2020 - Hãng đĩa: C9 Entertainment, Warner Music Group - Định dạng: CD, Tải nhạc số | Danh sách 1. Move My Body 2. Jungle 3. Change Me 4. Switch It Up 5. Rebel                                           | 6                 | 32                | - KOR: 59,867 - JPN: 2,426 |
| Chapter Ø: Hello, Strange Dream                                                             | - Phát hành: Ngày 2 tháng 2 năm 2021 - Hãng đĩa: C9 Entertainment, Warner Music Group - Định dạng: CD, Tải nhạc số   | Danh sách 1. Stairway To Heaven 2. Cinema 3. Round 2 4. Young 5. Everything                                         | 1                 |                   | - KOR: - JPN:              |
| Nhật Bản                                                                                    | | |                   |                   |                            |
| Hello Chapter 1: Hello Stranger (Japanese ver)                                              | - Phát hành: Ngày 23 tháng 10 năm 2019 - Hãng đĩa: C9 Entertainment, Warner Music Japan - Định dạng: CD, Tải nhạc số | Danh sách 1. What You Wanted 2. Movie Star (Japanese Ver) 3. Like It That Way 4. Imagine 5. The One 6. My New World | __                | 25                | - JPN: 9,296               |
| "—" cho biết đĩa đơn không lọt vào bảng xếp hạng hoặc không được phát hành tại khu vực này. | | |                   |                   |                            |

### Đĩa đơn (Singles)
| Tên                                                                                         | Năm  | Thứ hạng cao nhất | Thứ hạng cao nhất | Doanh số | Album                                          |
| Tên                                                                                         | Năm  | KOR               | JPN               |          | Album                                          |
| Hàn Quốc                                                                                    |      |                   |                   |          |                                                |
| Movie Star                                                                                  | 2019 | _                 | _                 | _        | Hello Chapter 1: Hello Stranger                |
| Numb                                                                                        | 2019 | _                 | _                 | _        | Hello Chapter 2: Hello Strange Palace          |
| WIN (KOR Ver)                                                                               | 2020 | _                 | _                 | _        | OST Ending Anime "The Got Of High School"      |
| Jungle                                                                                      | 2020 | _                 | _                 | _        | Hello Chapter 3: Hello Strange Time            |
| Cinema                                                                                      | 2021 |                   |                   |          | Chapter Ø: Hello, Strange Dream                |
| Tesseract                                                                                   | 2021 |                   |                   |          | Digital Singles                                |
| Nhật Bản                                                                                    |      |                   |                   |          |                                                |
| My New World                                                                                | 2019 | _                 |                   |          | Hello Chapter 1: Hello Stranger (Japanese ver) |
| Revival                                                                                     | 2020 | _                 | 8                 | 8,369    | Revival (Singles)                              |
| WIN (JPN Ver)                                                                               | 2020 | _                 |                   |          | OST Ending Anime "The Got Of High School"      |
| All For You                                                                                 | 2021 |                   |                   |          | Digital Single                                 |
| "—" cho biết đĩa đơn không lọt vào bảng xếp hạng hoặc không được phát hành tại khu vực này. |      |                   |                   |          |                                                |

### Video âm nhạc
| Năm  | Tên video âm nhạc | Ngày phát hành | Album                                          |
| 2019 | Movie Star        | 23 tháng 7     | Hello Chapter 1: Hello Stranger                |
| 2019 | My New World      | 23 tháng 10    | Hello Chapter 1: Hello Stranger (Japanese ver) |
| 2019 | Numb              | 19 tháng 11    | Hello Chapter 2: Hello Stranger                |
| 2020 | Revival           | 1 tháng 4      | Revival (Digital Single)                       |
| 2020 | Jungle            | 27 tháng 10    | Hello Chapter 3: Hello Strange Time            |
| 2021 | Cinema            | 2 tháng 2      | Chapter Ø. Hello, Strange Dream                |
| 2021 | All For You       | 14 tháng 4     | Digital Single                                 |

### Xuất hiện trong video âm nhạc
| Tên video âm nhạc | Năm  | Nghệ sĩ                    | Thành viên    |
| Rolly             | 2017 | Good day                   | Bae Jin-young |
| I Believe         | 2020 | Kim Yo-han x Bae Jin-young | Bae Jin-young |

## Phim ảnh

### Phim điện ảnh
| Năm  | Tên phim        | Vai diễn  | Thành viên | Ghi chú   | Ngày phát sóng |
| 2021 | Turn:The Street | Seung-hun | Seung-hun  | Vai chính | 31 tháng 3     |

## Các hoạt động khác

### Chương trình truyền hình
| Năm  | Kênh       | Tên chương trình             | Thành viên        | Chú thích                                                                |
| 2019 | MBC Every1 | Weekly Idol                  | Cả nhóm           | Tập 417, 437, 527, 579                                                   |
| 2019 | JTBC       | Idol room                    | Cả nhóm           | Tập 79                                                                   |
| 2019 | Stark      | Idol League                  | Cả nhóm           | _                                                                        |
| 2019 | Channel A  | Why did you come to my house | Cả nhóm           | _                                                                        |
| 2019 | Olive      | Idol Social Dining           | BX                | Tập 2                                                                    |
| 2019 | Mnet       | TMI News                     | BX, Jinyoung      | _                                                                        |
| 2019 | MBC DGTAL  | Mukbang Voice                | Seunghun, Hyunsuk | _                                                                        |
| 2019 | SBS        | School Attack                | Cả nhóm           | _                                                                        |
| 2019 | MBC        | ISAC Chuseok Special         | Cả nhóm           | _                                                                        |
| 2020 | MBC        | ISAC New Year Special        | Cả nhóm           | _                                                                        |
| 2020 | Seezn      | Escape Idols mùa 2           | Hyunsuk           | Kwang Hee, Hong Jinho, Kim Donghan, JBJ95 Sanggyun, A.C.E Kim Byeongkwan |
| 2020 |            | Life Corporation             | Cả nhóm           |                                                                          |
| 2020 | U+ Live    | Idol Picknic                 | Cả nhóm           |                                                                          |
| 2020 | MBC        | King Of Masked Singer        | Seunghun, Hyunsuk | Khách mời giám khảo                                                      |
| 2021 | MBC        | King Of Masked Singer        | Jinyoung          | Thí sinh                                                                 |

### Chương trình thực tế
| Năm  | Kênh              | Tên chương trình                    | Thành viên | Số tập | Ghi chú |
| 2019 | Vlive             | Hello CIX                           | Cả nhóm    | 10     | [ 40 ]  |
| 2020 | Olleh tv và Seezn | CIX Seed Picnic - CIX's Bucket List | Cả nhóm    | 8      | [ 41 ]  |

### Radio
| Năm  | Kênh            | Tên chương trình                      | Ngày phát sóng | Thành viên                                | Chú thích |
| 2019 | MBC Standard FM | Idol Radio                            | 29 tháng 7     | Cả nhóm                                   | Tập 300   |
| 2019 | MBC radio       | Sandeul's Starry Night                | 8 tháng 8      | Cả nhóm                                   |           |
| 2019 | MBC Standard FM | Idol Radio                            | 24 tháng 8     | Hyunsuk                                   | Tập 325   |
| 2019 | MBC Standard FM | Idol Radio                            | 14 tháng 9     | Hyunsuk                                   | Tập 346   |
| 2019 | MBC Standard FM | Idol Radio                            | 26 tháng 10    | Hyunsuk                                   | Tập 388   |
| 2019 | MBC Standard FM | Idol Radio                            | 2 tháng 11     | Hyunsuk                                   | Tập 395   |
| 2019 | MBC Standard FM | Idol Radio                            | 20 tháng 11    | Cả nhóm                                   | Tập 414   |
| 2019 | MBC Standard FM | Idol Radio                            | 25 tháng 11    | BX, Jinyoung làm DJ đặc biệt              | Tập 418   |
| 2019 | Naver Now       | Ha Sungwoon's radio " Midnight Idol " | 4 tháng 11     | Cả nhóm                                   |           |
| 2020 | MBC Standard FM | Idol Radio                            | 11 tháng 1     | BX cùng với ONF Wyatt, ATEEZ Hongjoong    | Tập 465   |
| 2020 | MBC Standard FM | Idol Radio                            | 20 tháng 1     | Cả nhóm. Special DJ là BX và Jinyoung     | Tập 475   |
| 2020 | MBC Standard FM | Idol Radio                            | 22 tháng 1     | BX và Seunghun Special DJ                 | Tập 477   |
| 2020 | MBC Standard FM | Idol Radio                            | 24 tháng 1     | BX và Jinyoung Special DJ                 | Tập 478   |
| 2020 | Naver Now       | Ha Sungwoon's radio " Midnight Idol " | 19 tháng 5     | Jinyoung, Yonghee                         | __        |
| 2020 | Naver Now       | Ha Sungwoon's radio " Midnight Idol " | 22 tháng 6     | Cả nhóm                                   | __        |
| 2020 | Naver Now       | Radio Show <To.Night>                 | 30 tháng 10    | Cả nhóm                                   | __        |
| 2020 | Naver Now       | Midnight Idol                         | 2 tháng 11     | Cả nhóm                                   | __        |
| 2020 | Naver Now       | Dotty's OguOgu                        | 18 tháng 11    | Cả nhóm                                   | __        |
| 2020 | EBS             | EBS FM                                | 29 tháng 11    | Jinyoung, Yonghee Special DJ              | __        |
| 2020 | Naver Now       | Midnight Idol                         | 28 tháng 12    | cùng với Donggeon's TOO và Seokhwa 's WEi | __        |
| 2021 | Naver Now       | Midnight Idol                         | 5 tháng 4      | Cả nhóm                                   | __        |
| 2021 | Naver Now       | Eungsoo Cine                          | 14 tháng 4     | Seunghun, HyunSụkk                        | __        |
| 2021 | Naver Now       | Lunch Attack                          | 15 tháng 4     | Cả nhóm                                   | __        |
| 2021 | Naver Now       | Blanket Kick                          | 12 tháng 5     | BX                                        | __        |
| 2021 | Naver Now       | Blanket Kick                          | 18 tháng 5     | BX                                        | __        |

### Người mẫu tạp chí
| Năm  | Tên tạp chí               | Thành viên    | Số phát hành                                           |
| 2019 | W Korea                   | Cả nhóm       | Tháng 7                                                |
| 2019 | Arena Homme               | Cả nhóm       | Tháng 8                                                |
| 2019 | Singles                   | Cả nhóm       | Tháng 9 với 10 trang nội dung                          |
| 2019 | Global Pop Sparks         | Cả nhóm       | Tháng 10                                               |
| 2019 | Kpop Pia Vol 8 (Nhật Bản) | Cả nhóm       | Tháng 10 (Vol 8), 26 trang                             |
| 2019 | The Star                  | Cả nhóm       | Tháng 12, trang bìa                                    |
| 2019 | Dazed Korea.              | Cả nhóm       | Tháng 12                                               |
| 2020 | Nylon Korea               | Cả nhóm       | Tháng 1                                                |
| 2020 | Grazia                    | Cả nhóm       | Tháng 4 với trang bìa và 10 trang đặc biệt             |
| 2020 | Marie Claire              | Cả nhóm       | Tháng 5                                                |
| 2020 | Ten Star                  | Cả nhóm       | Tháng 8                                                |
| 2020 | BEAUTY+                   | BX & Jinyoung | Tháng 9                                                |
| 2020 | 1stLook                   | Cả nhóm       | Tháng 10                                               |
| 2020 | Harpers Bazaar            | Cả nhóm       | Tháng 12                                               |
| 2021 | STAR1                     | Cả nhóm       | Tháng 4                                                |
| 2021 | SPOTLiGHT                 | Jinyoung      | Trang bìa                                              |
| 2021 | Gentosha Bunko (Nhật Bản) | Cả nhóm       | 12 cover bìa (mỗi thành viên 2 bìa solo và 2 bìa nhóm) |

### Đại sứ
| Năm                | Tên                                      |
| 14/11 - 20/12/2019 | Đại sứ quảng bá CGV Youth Brand Festival |

## Concert và Tour / Fanmeeting

### Concert và Tour
| Năm  | Tên                            | Ngày        | Thành phố | Quốc gia | Địa điểm                                |
| 2020 | CIX 1st online concert <REBEL> | 12 tháng 12 | Seoul     | Hàn Quốc | Kyung Hee University Grand Peace Palace |
| 2020 | CIX 1st online concert <REBEL> | 13 tháng 12 | Seoul     | Hàn Quốc | Kyung Hee University Grand Peace Palace |

### Các concert khác
| Năm  | Tên                                               | Ngày             | Thành phố   | Quốc gia | Địa điểm                                   |
| 2019 | Ulsan Summer Festival                             | 22 tháng 7       | Ulsan       | Hàn Quốc | Sân vận động tổng hợp ULSAN                |
| 2019 | MBC Kpop Super Concert                            | 27 tháng 7       | Boryeong    | Hàn Quốc | Daecheon Beach                             |
| 2019 | K-World Festa                                     | 23 tháng 8       | Seoul       | Hàn Quốc | Olympic Park KSPO Dome                     |
| 2019 | K-Asian Festival                                  | 25 tháng 8       | Incheon     | Hàn Quốc | Incheon Asiad Main Stadium                 |
| 2019 | V Heartbeat                                       | 30 tháng 8       | Hồ Chí Minh | Việt Nam | Nhà hát Hòa Bình                           |
| 2019 | Japan Live Tour                                   | 10 - 11 tháng 9  | Osaka       | Nhật Bản | Jepp Osaka Bayside                         |
| 2019 | The 3rd Korea Youth Day                           | 21 tháng 9       | Yeouido     | Hàn Quốc | Yeouido Park                               |
| 2019 | Seoul Music Festival.                             | 28 tháng 9       | Gwanghwamun | Hàn Quốc | Gwanghwamun Plaza                          |
| 2019 | SBS Super Concert                                 | 6 tháng 10       | Incheon     | Hàn Quốc | Sân vận động Incheon                       |
| 2019 | Novus Kpop Festival                               | 25 - 26 tháng 10 | Dusseldorf  | Đức      | Iss Dome                                   |
| 2019 | Vlive Award                                       | 16 tháng 11      | Seoul       | Hàn Quốc | Gocheok Skydome                            |
| 2019 | Pepsi Concert                                     | 24 tháng 11      | Seoul       | Hàn Quốc | Jamsil Student Gymnasium                   |
| 2019 | K-MET Festival                                    | 14 tháng 12      | Bangkok     | Thái Lan | 6 Floor Union Mall                         |
| 2020 | TikTok STAGE LIVE                                 | 25 tháng 5       | Seoul       | Hàn Quốc | Stream tại TikTok                          |
| 2020 | One Love Asia                                     | 27 tháng 5       | Seoul       | Hàn Quốc | Stream tại YouTube                         |
| 2020 | Pepsi Online Showcase For The Love Of South Korea | 27 tháng 6       | Seoul       | Hàn Quốc |                                            |
| 2020 | Connect:Dream 26th Concert                        | 25 tháng 7       | Seoul       | Hàn Quốc | Phát sóng trực tiếp trên YouTube           |
| 2020 | Golden Wave Online Concert                        | 4 tháng 8        | Seoul       | Hàn Quốc | Phát sóng trực tiếp trên Vlive             |
| 2020 | Korea Music Drive-in Festival                     | 31 tháng 10      | Seoul       | Hàn Quốc |                                            |
| 2020 | Concert 'MIC ON 2'                                | 19 tháng 12      | Seoul       | Hàn Quốc | Phát sóng trực tiếp trên U+IdolLive        |
| 2021 | UNI-KON                                           | 14 tháng 2       | Seoul       | Hàn Quốc | Phát sóng trực tiếp trên ứng dụng Universe |
| 2021 | 27th Dream Concert                                | 26 tháng 6       | _           | Hàn Quốc | Phát sóng trực tiếp                        |

### Fanmeeting
| Năm  | Tên                                                                  | Ngày        | thành phố   | quốc gia | Địa điểm                                        |
| 2019 | Movie Fanmeeting                                                     | 5 tháng 8   | Seoul       | Hàn Quốc | CGV                                             |
| 2020 | Teddy Island x Metodo with Jinyoung Fanmeeting                       | 11 tháng 1  | Seoul       | Hàn Quốc | Trung tâm nghệ thuật Donghae, Đại học Kwangwoon |
| 2020 | CIX 1st Fan Meeting - Hello FIX (bị hủy bỏ do bùng phát dịch Corona) | 22 tháng 2  | Seoul       | Hàn Quốc | Sân vận đông Jamsil                             |
| 2020 | CIX 1st Fan Meeting - Hello FIX (bị hủy bỏ do bùng phát dịch Corona) | 23 tháng 2  | Seoul       | Hàn Quốc | Sân vận đông Jamsil                             |
| 2020 | CIX 1st Fan Meeting - Hello FIX (bị hủy bỏ do bùng phát dịch Corona) | 6 tháng 3   | New York    | Hoa Kỳ   | Melrose Ballroom                                |
| 2020 | CIX 1st Fan Meeting - Hello FIX (bị hủy bỏ do bùng phát dịch Corona) | 8 tháng 3   | Denver      | Hoa Kỳ   | Gothic Theatre                                  |
| 2020 | CIX 1st Fan Meeting - Hello FIX (bị hủy bỏ do bùng phát dịch Corona) | 11 tháng 3  | Chicago     | Hoa Kỳ   | Copernicous Center                              |
| 2020 | CIX 1st Fan Meeting - Hello FIX (bị hủy bỏ do bùng phát dịch Corona) | 13 tháng 3  | Houston     | Hoa Kỳ   | White OAK Music Hall                            |
| 2020 | CIX 1st Fan Meeting - Hello FIX (bị hủy bỏ do bùng phát dịch Corona) | 15 tháng 3  | Los Angeles | Hoa Kỳ   | The Mayan                                       |
| 2020 | CIX 1st Fan Meeting - Hello FIX (bị hủy bỏ do bùng phát dịch Corona) | 21 tháng 3  | Băng Cốc    | Thái Lan | Union Hall 2, Union Mall                        |
| 2020 | CIX 1st Fan Meeting - Hello FIX (bị hủy bỏ do bùng phát dịch Corona) | 29 tháng 3  | Đài Bắc     | Đài Loan | Taipei International Convention Center (TICC)   |
| 2020 | CIX 1st Fan Meeting - Hello FIX (bị hủy bỏ do bùng phát dịch Corona) | 18 tháng 4  | Osaka       | Nhật Bản | Nhà hát ORIX                                    |
| 2020 | CIX 1st Fan Meeting - Hello FIX (bị hủy bỏ do bùng phát dịch Corona) | 19 tháng 4  | Yokohama    | Nhật Bản | Pacifico Yokohama National Convention Hall      |
| 2020 | CIX 1st Online Fan Meeting - Hello FIX                               | 11 tháng 10 | Seoul       | Hàn Quốc | Phát sóng trực tiếp                             |

## Giải thưởng và đề cử

### VliveAwards V Heartbeat
| Năm  | Giải thưởng             | Đề cử | Kết quả   | Ghi chú |
| 2019 | Top 5 tân binh toàn cầu | CIX   | Đoạt giải | [ 42 ]  |

### Chương trình âm nhạc

#### The Show
| Năm  | Ngày       | Bài hát       | Điểm |
| ---- | ---------- | ------------- | ---- |
| 2019 | 30 tháng 7 | "Movie Star " | 8290 |

###### Hàn Quốc
- CIX trên YouTube
- CIX trên Instagram
- CIX trên Twitter
- CIX trên Twitter (Thành viên)
- CIX trên Daum Cafe
- CIX Lưu trữ ngày 25 tháng 10 năm 2020 tại Wayback Machine trên V LIVE
- CIX trên Facebook
- CIX trên TikTok
- CIX Lưu trữ ngày 19 tháng 11 năm 2020 tại Wayback Machine trên UNIVERSE

###### Nhật Bản
- CIX trên Twitter (Nhật Bản)
- CIX Lưu trữ ngày 7 tháng 12 năm 2019 tại Wayback Machine trên LINE (Nhật Bản)